# Carboréduction
Cet article court présente un sujet plus développé dans : réaction carbothermique.
Une carboréduction est une méthode de réduction des métaux très utilisée en métallurgie. Elle permet d'extraire les métaux de leurs oxydes en présence de coke, à haute température.
Trois métaux en particulier font intervenir une réaction de carboréduction dans le procédé de leur production industrielle :
- L'extraction du zinc à partir de l'oxyde de zinc a lieu vers 1 300 °C selon la réaction globale :

2 ZnO + C ⟶ 2 Zn + CO2.
- La fabrication de la fonte est réalisée dans les hauts fourneaux à partir des minerais de fer, vers 1 000 °C :

2 Fe2O3 + 3 C ⟶ 4 Fe + 3 CO2.
- Le silicium est également extrait de la silice à des températures supérieures à 2 000 °C selon :

SiO2 + C ⟶ Si + CO2.
Selon la température, le réducteur est le monoxyde de carbone CO ou le carbone C. Les réactions sont plus complexes que celles indiquées ci-dessus, elles font notamment intervenir l'équilibre de Boudouard :
C + CO2 ⟶ 2 CO.
L'activité industrielle liée à la carboréduction des métaux génère beaucoup de dioxyde de carbone CO2, qui est un gaz à effet de serre et participe au réchauffement climatique.